# ING3
El inhibidor de la proteína de crecimiento 3 es una proteína que en humanos está codificada por el gen ING3 .
La proteína codificada por este gen es similar a ING1, una proteína supresora de tumores que puede interactuar con TP53, inhibir el crecimiento celular e inducir la apoptosis. Esta proteína contiene un dedo PHD, que es un motivo común en proteínas involucradas en la remodelación de la cromatina. Este gen puede activar promotores activados en trans de p53, incluidos los promotores de p21/waf1 y bax. Se ha demostrado que la sobreexpresión de este gen inhibe el crecimiento celular e induce la apoptosis. Se detectó pérdida alélica y expresión reducida de este gen en cánceres de cabeza y cuello. Se han observado dos variantes de transcripción empalmadas que alternativamente codifican diferentes isoformas.